# Villemo Dahlqvist
Villemo Dahlqvist, född den 5 september 2002, är en svensk fotbollsspelare som spelar för AIK.

## Karriär
Villemo Dahlqvist inledde sin spelarkarriär i moderklubben Sunnanå SK. En klubb som hon sammanlagt spelade för i 11 år, varav tre som seniorspelare. Seniordebuten kom redan 2017 där hon gjorde tre poäng i sin första match. Efter tre år på seniornivå i moderklubben gick Dahlqvist vidare till Morön BK, där det under två säsonger blev spel i 49 tävlingsmatcher och totalt fem mål. Inför säsongen 2022 då Damallsvenska Umeå IK att man värvat Villemo Dahlqvist. Under två år i Umeå hann det bli spel både i Damallsvenskan och Elitettan, där hon under säsongen i Elitettan gjorde ett stort avtryck i laget med sina tolv mål. Inför säsongen 2024 blev det klart att AIK och Dahlqvist kommit överens om ett tvåårskontrakt inför återkomsten till Damallsvenskan.